# Rolf-Jürgen Otto
Rolf-Jürgen Otto (* 14. September 1940 in Frankfurt am Main; † 8. April 2016 ebenda) war ein deutscher Unternehmer und von 1993 bis 1995 Präsident von Dynamo Dresden.

## Leben
Der aus dem hessischen Heusenstamm stammende Otto war zunächst als Kneipenbesitzer und Boxveranstalter tätig. In den 1970er Jahren hatte er zwei Jahre lang das Präsidentenamt des Fußballklubs Spvgg. 03 Neu-Isenburg inne. In den 1990er Jahren wurde Otto Inhaber der Bauunternehmen Trend-Bau und Großenhainer Hoch- und Tiefbau GmbH. Im Januar 1993 wurde er Präsident des damaligen Fußball-Bundesligisten Dynamo Dresden; in dieser Zeit war er insbesondere durch seine Außendarstellung eine prägende Figur dieses Abschnitts der Bundesligageschichte. Zudem saß Otto Mitte der 1990er Jahre für die FDP im Dresdner Stadtrat. 
Nachdem seine Zeit in Dresden wegen der Veruntreuung von etwa drei Millionen D-Mark mit der Verurteilung zu einer Gefängnisstrafe geendet hatte, lebte er zuletzt zurückgezogen in Frankfurt am Main.